# 東京ホテル・観光&ホスピタリティ専門学校

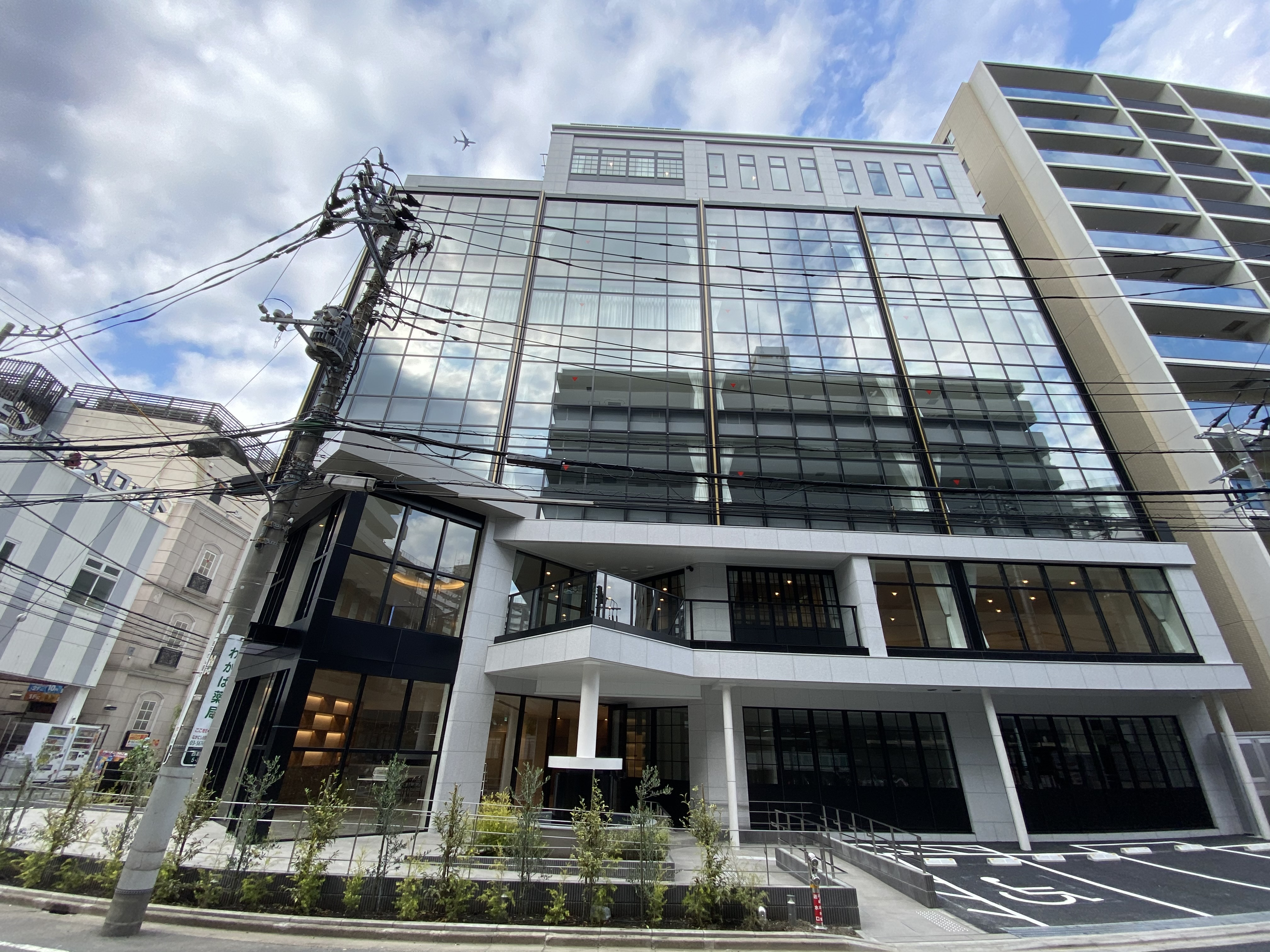

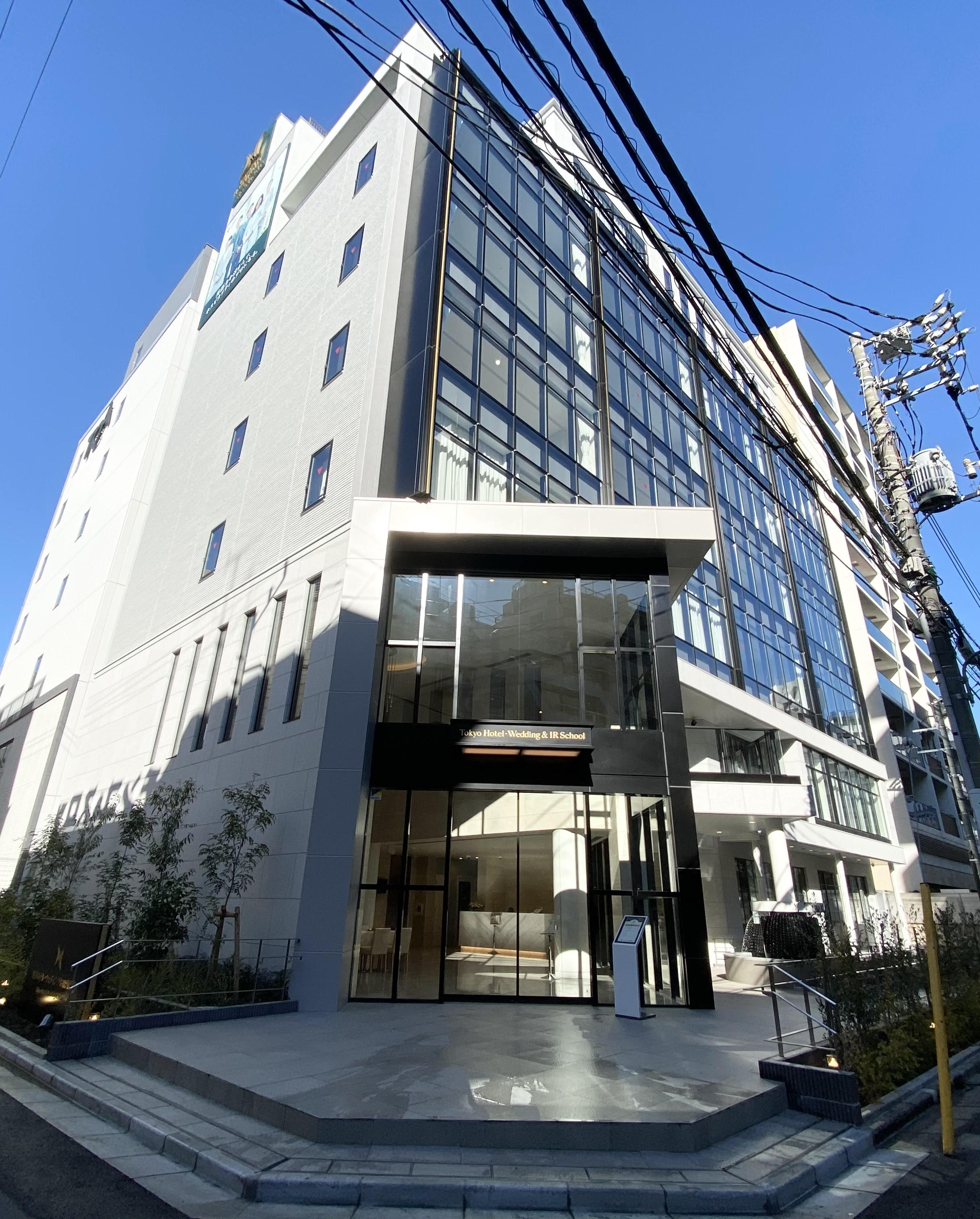

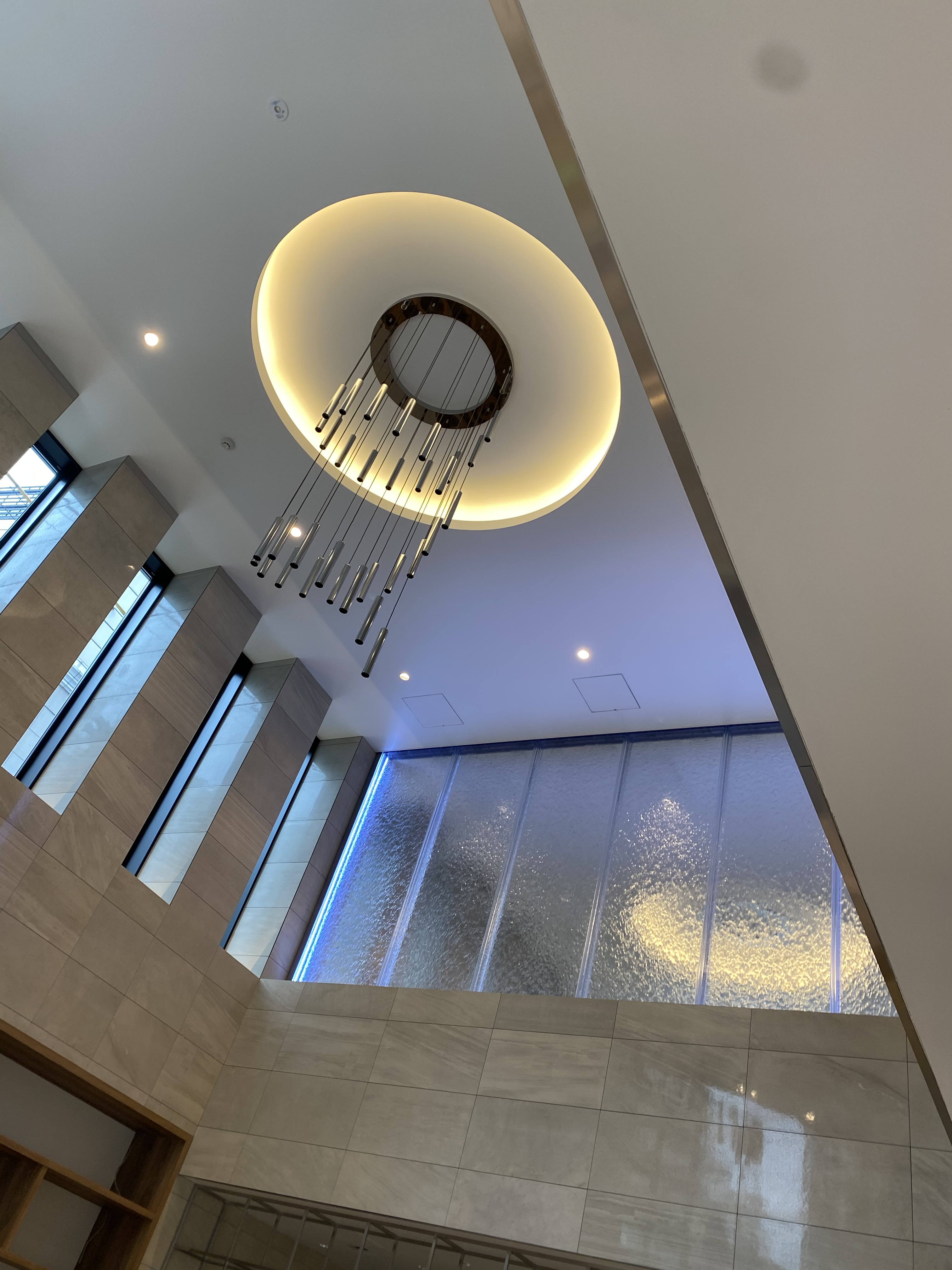

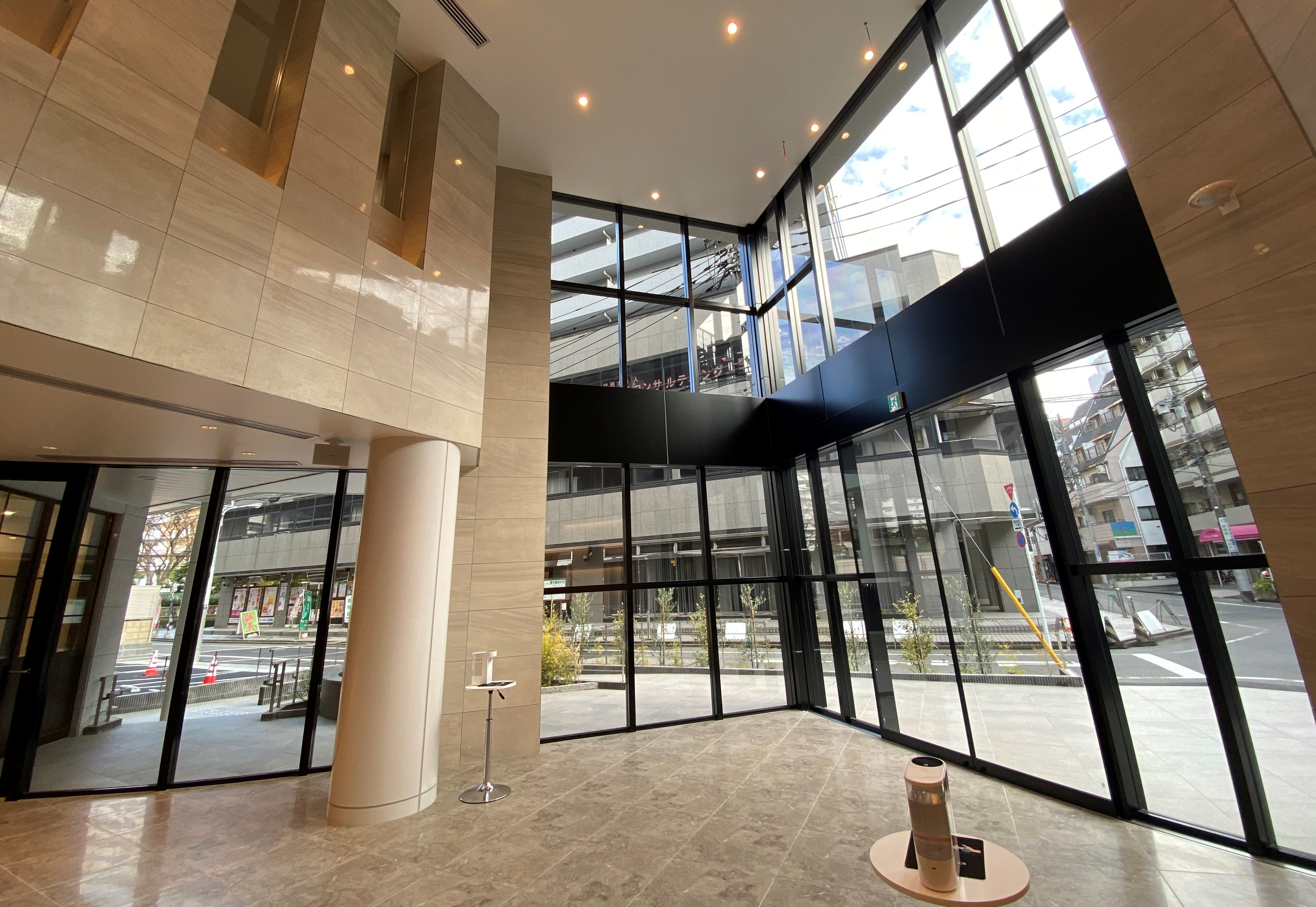

東京ホテル・観光＆ホスピタリティ専門学校（とうきょう ほてる・かんこう&ほすぴたりてぃ せんもんがっこう）は、東京都江戸川区にある専修学校である。略称、THL。運営主体は学校法人滋慶学園。
学校コンセプトは「最高のホスピタリティとおもてなしを学ぶ」

## 設置学科・コース
ホスピタリティ業界を目指す。幅広い3ワールド8コースを展開。

### ホテルワールド
ホテルマネジメントコース（4年制）

スーパーコンシェルジュコース（4年制）

リゾート・ホテルホスピタリティコース（3年制）

### 観光・エアーラインワールド
キャビンアテンダントコース（4年制）　

観光ホスピタリティマネジメントコース（4年制）

観光IT・デジタルプランナーコース（4年制）

### ブライダルワールド
ブライダルプランナーコース（3年制）

ブライダルドレスコーディネーターコース（3年制）

## 所在地
東京都江戸川区西葛西5-3-13

## アクセス
東京メトロ東西線「西葛西」駅より徒歩1分

## 特徴

### 4年制・３年制教育
業界で即戦力となる人材を育てる為、設置学科コースの就学年数は3年制もしくは4年制で構成されている。
現場での基礎・応用を学ぶカリキュラムに加え、国際性を養う「英語教育」、業界で注目される「テクノロジー」、将来の業界を担う「マネジメント教育」を展開。

### 産学連携教育
「即戦力」となる人材を育てる、業界を代表する企業と連携し教育を行うプログラム。
ホテル、ブライダル、観光、エアライン、調理製菓業界のみならず、様々なホスピタリティ業界を代表する企業と連携することで総合的な学びを可能にしている。

### 英語教育
国際的な感性を養い、英語力を身につけ世界で活躍できる人材を育てる。
国内でのレベル別少人数クラスで展開する英語授業を始め、海外での語学留学プログラム、海外実学研修、海外インターンシップなどの目的別に様々なプログラムを有する。